# Солтысы (Опольское воеводство)
Солты́сы (пол.  Sołtysy) — село в Польше в гмине Прашка Олесненского повета Опольского воеводства.

## География
Село находится в 9 км от административного центра гмины города Прашка, 27 км от административного центра повета города Олесно и 64 км от центра воеводства Ополе. Возле села протекает река Просна. Возле села проходит дорога № 45.

## История
В 1975—1998 годах село входило в Ченстоховское воеводство.